# Бофи
Бофи (англ. Bofi), или боффи (Boffi) — один из языков пигмеев в Центральноафриканской Республике. Бесписьменный язык. Известны также и многочисленные другие названия для этого языка: Ali, Ngbaka, Ngbaka-Manza, Ngbaka-Minagende, Ngbaka-Minangende.

## Классификация
Относится к восточной группе языков гбайя в составе убангийских языков адамава-убангийской языковой семьи. Наиболее близок к бофи распространённый в Сенегале язык мбодомо (гбайя-мбодомо), эти два языка образуют группу (подгруппу) Мбодомо-Бофи в составе восточной группы языков гбайя.

## Распространение и численность
Язык бофи распространён среди части населения супрефектур Бода (Boda) префектуры Лобае и Бимбо (Bimbo) префектуры Омбелла-Мпоко на юго-западе Центральноафриканской Республики; на нём говорят пигмеи, принадлежащие к народам мбенга и, предположительно, бака. В настоящее время носители языка живут в местности, лишённой лесов, однако ещё в середине XX века территория их нынешнего проживания была покрыта лесами.
Оценка общего числа носителей языка — около 23,5 тысяч человек (1996).
Носители языка бофи в качестве второго языка используют санго, государственный язык Центральноафриканской Республики.